# Octamyrtus insignis
Octamyrtus insignis är en myrtenväxtart som beskrevs av Friedrich Ludwig Diels. Octamyrtus insignis ingår i släktet Octamyrtus och familjen myrtenväxter. Inga underarter finns listade i Catalogue of Life.